# سايمون فرهوفن
سايمون فرهوفن (بالألمانية: Simon Verhoeven)‏ (و. 1972 – م) هو ممثل، ومخرج سينمائي، وكاتب سيناريو من ألمانيا. ولد في ميونخ.

## وصلات خارجية
- سايمون فرهوفن على موقع IMDb (الإنجليزية)
- سايمون فرهوفن على موقع روتن توميتوز (الإنجليزية)
- سايمون فرهوفن على موقع مونزينجر (الألمانية)
- سايمون فرهوفن على موقع ألو سيني (الفرنسية)
- سايمون فرهوفن على موقع ميوزك برينز (الإنجليزية)
- سايمون فرهوفن على موقع أول موفي (الإنجليزية)
- سايمون فرهوفن على موقع ديسكوغز (الإنجليزية)
- سايمون فرهوفن على موقع قاعدة بيانات الفيلم (الإنجليزية)
- سايمون فرهوفن على موقع كينوبويسك (الروسية)